# Єлюй Жуань
Єлюй Жуань (кит.: 耶律阮; піньїнь: Yelü Ruan), храмове ім'я Ши-цзун (спрощ.: 辽世; кит. трад.: 遼世; піньїнь: Shizong; 29 січня 919 — 7 жовтня 951) — третій імператор киданської династії Ляо. Був сином Єлюй Туюя, старшого сина Абаоцзи, засновника та першого правителя держави. Зайняв трон 947 року після смерті його дядька, імператора Тай-цзуна, який виховував його за відсутності батька.

## Сходження на трон
947 року під час чергового військового походу помер імператор Тай-цзун. Єлюй Жуань, який супроводжував його, мав змогу швидко заручитись підтримкою генералів. Однак у столиці вдова-імператриця планувала зведення на престол свого третього онука, Єлюй Ліху. Вона відрядила армію, щоб перехопити Єлюй Жуаня. Киданська знать, переконана, що Єлюй Ліху не зможе впоратись із правлінням імперією, відмовилась підтримувати рішення вдови-імператриці, тому Єлюй Жуань безперешкодно ввійшов до столиці, де був проголошений новим імператором.

## Правління
Імператор Ши-цзун був відомий своєю щедрістю та військовою майстерністю. Однак його щедрість не поширювалась ані на його бабусю, ані на його дядька Єлюй Ліху, яких він заслав далеко від столиці. Обидвоє згодом померли (Єлюй Ліху загинув під час повстання).
За правління Ши-цзуна було здійснено низку реформ, які стимулювали перетворення династії Ляо на феодальне суспільство, а також зосередили владу в центральному уряді.
951 року імперія Ляо почала зазнавати нападів з півдня. Єлюй Жуань зумів їх відбити. Однак восени того ж року імператор був убитий своїм племінником, який, змовившись із частиною знаті, вирішив узурпувати трон. Оскільки син Єлюй Жуаня був малолітнім, то в державі знову почалась боротьба за трон.

## Девіз правління
- Тяньлу (天祿) 947—951